# Список персонажів «Suzumiya Haruhi»

Персонажі серіалу (зліва направо), Задній ряд: Емірі Кімідорі, Асакура Рьоко, Цуруя, Кьон, Іцукі Коїдзумі. Передній ряд: Асахіна Мікуру, Судзумія Харухі, сестра Кьона, Наґато Юкі.

Це список персонажів серії новел, аніме та манґи «Suzumiya Haruhi»

## Персонажі

### Команда SOS

#### Кьон
Кьон (яп. キョン) – однокласник Харухі та другий засновник «Команди SOS».
З певного часу у свідомості оточення він виявляється нерозривно пов'язаний з Харухі, оскільки є єдиним, з ким вона підтримує діалог. Цинічний, з постійним сарказмом в голосі, Кьон – єдина нормальна людина в команді Судзумії, і часом йому доводиться виправляти наслідки проявів її надмірного ентузіазму. Виконує для Команди SOS багато буденної роботи.
Не зважаючи на те, що головний персонаж серіалу – Судзумія Харухі, історія розповідається від особи Кьона. З сарказмом в голосі, він розповідає про різні події, пов'язані з діяльністю Харухі. Згідно з авторським задумом, інколи навіть буває складно визначити, в який момент він говорить, а в якій думає про себе – Харухі досить часто відповідає в голос на його думки.
На цьому дивацтва Кьона не закінчуються – далеко не кожен школяр 10 класу міркує так, як він. Час від часу він посилається на міфологію, закони фізики чи Фрейда. Тож він нормальний, але аж ніяк не пересічний старшокласник.
«Кьон» – насправді прізвисько, а не ім'я. Його «подарувала» Кьону тітка, а по школі розповсюдила молодша сестра, яка таким чином помстилась Кьону за його нелюбов до звернення «Оніі-чан» («старший брат»). Справжнє його ім'я не називається.
Цинічний і спокійний голос Кьона в більшості випадків виявляється вирішальним в Команді SOS (і багато в чому, справедливим). Він часто втручається в дії Харухі, коли та заходить надто далеко. На таке здатен лише він, більшість учасників команди – лише пасивні спостерігачі, які слідують наказам Судзумії.
З того часу, як Кьон заговорив з Харухі, він став для неї головним другом, ба навіть більше. За словами Коїдзумі, він «обраний» Судзумією – Кьон єдина людина, яку Харухі візьме в новий світ.
Сейю: Суґіта Томокадзу

#### Судзумія Харухі
Судзумія Харухі (яп. 涼宮 ハルヒ) – засновник Команди SOS, саме через неї відбуваються усі події серіалу.
Може змінювати, руйнувати та створювати нові реальності, ґрунтуючись на своїх уявленнях про світ. Саме ця здатність привертає до неї увагу трьох організацій – Об'єднання Інформаційної Сутності, «Агентства» та людей з майбутнього.
Судзумія Харухі – гіперактивна, непередбачувана і ексцентрична учениця першого класу старшої школи. З боку вона виглядає як старанна школярка. Успіхи в навчанні, спорті, музиці та в решті всіх можливих видів діяльності говорять про неабиякий талант. Вона вступає в безліч клубів та за кілька днів їх кидає, не зважаючи на домовленості з боку товаришів – їй усе здається дуже нудним. Проте, її музичні таланти проявились сильніше за інші (виступ на шкільному фестивалі, що надалі призвело до створення власної музичної групи). Звичайне шкільне життя – це останнє, що її цікавить.
На перший погляд, може здатися, що Харухі байдужа до всіх, з ким вона має справу, але вона активна і непередбачувана. А в разі коли щось йде не так, як їй потрібно – починаються проблеми для її оточення.
Харухі стала причиною розлому в просторово-часовому континуумі. З цього приводу автор показує три думки – прибульців, «Агентства» та людей з майбутнього. Жодна з цих думок не претендує на остаточність, проте кожна з них дає можливість з різних сторін глянути на події, що сталися три роки тому. За словами Коїдзумі, тоді світ був створений заново, за словами Наґато – був зафіксований величезний спалах даних, за словами Асахіни – в той момент з'явився розлом в часі, що закриває дорогу в минуле. Всі ці думки об'єднує одне – причиною стала Судзумія Харухі. Адже не просто так вона стала популярна серед прибульців, екстрасенсів та мандрівників у часі.
Сейю: Хірано Ая

#### Наґато Юкі
Наґато Юкі (яп. 長門 有希) – єдина опинилася в «Команді SOS» не за ініціативою Харухі. Юкі була учасницею літературного гуртка, але перейшла в команду Судзумії разом зі своєю кімнатою.
Юкі завжди незворушна, спокійна, не виявляє ніяких емоцій і, схоже, взагалі уникає розмов – хоча і дає прямі відповіді, коли її питають. Окрім любові до читання і навчання її відрізняє талант до комп'ютерів. Беззаперечно виконує накази Судзумії, які б безглузді вони не були.
Насправді Юкі не людина, а «людиноподібний інтерфейс», присланий на Землю Міжгалактичним Товариством Інформаційної Сутності для розслідування причини неймовірно великого «інформаційного вибуху», що стався три роки тому. Юкі здатна маніпулювати потоками даних Всесвіту, що на практиці дає їй можливість змінювати навколишній світ.
Не можна вважати, що Юкі мовчазна тільки через те, що вона – прибулець. Це не так – у світі існують подібні інтерфейси з виразнішим характером – наприклад, Асакура Рьоко. Проте, саме такий характер необхідний для спостерігача. Незворушна і спокійна, вона виконує своє завдання вже багато років і навіть оком не змигне.
Вона дуже любить книги, читання – головне її заняття. Вона одна з небагатьох, кому Кьон дійсно довіряє – Наґато дуже часто рятувала його в надзвичайних випадках. Існує думка, що вона закохана в Кьона, що спирається на сцену, коли на Кьона напала Рьоко Асакура, остання вимовила SQL-запит до Юкі, який насправді означає: «Ти любиш Кьон-куна, справді? Я знаю, що це так» – слова йдуть у зворотному і прискореному порядку.
Сейю: Тіхара Мінорі

#### Асахіна Мікуру
Асахіна Мікуру (яп. 朝比奈 みくる) – єдина, хто вступив в Команду SOS проти власної волі. Проте Асахіна не перешкоджала цьому – адже насправді вона гість з майбутнього і головною її метою є спостереження за Харухі. Вона дуже добре знайома з теорією подорожей в часі. Інформація з майбутнього про Харухі, Юкі, Коїдзумі та інших – суворо засекречена.
Неодноразово були випадки, коли Мікуру залучала Кьона до подорожей в часі для того, щоб змінити майбутнє для своїх потреб. Проте щоразу в ці моменти з'являється старша Асахіна, яка підказує Кьону, що потрібно робити. Старша і молодша версії Асахіни, формально, вороги – вони належать різним організаціям людей з майбутнього (з різних часових площин), кожна з яких хоче зберегти своє майбутнє, а не майбутнє конкурента.
За характером Мікуру дуже боязка і сором'язлива, по дитячому наївна, завдяки чудовій фігурі та кавайній зовнішності має величезну популярність серед чоловіків. Не зважаючи на незграбність і схильність замріюватися, вона думає про реальні речі – як, наприклад, навчитися краще готувати. Інколи її починають цікавити трохи дивні речі – як стати справжньою покоївкою або як правильно освідчитися в коханні. Кьон вважає своїм обов’язком її захищати, і є від чого – Харухі ставиться до Мікуру як до власної ляльки й дуже часто своїми забавками доводить Асахіну мало не до сліз.
Основними причинами, по яких Харухі хотіла дістати у свій кружок Мікуру, був її зовнішній вигляд, дитяче личко і великий розмір грудей. Харухі була упевнена, що команді необхідна така людина як талісман, оскільки «тільки з такими персонажами в манґах трапляється що-небудь цікаве».
Окрім своєї основної ролі талісмана, вона є клубною офіціанткою – щоразу, прийшовши в клубну кімнату, вона готує чай за власним рецептом. Окрім костюма служниці, вона часто одягається і в інші вбрання, за примхами Харухі, бо та чомусь вважає, що Мікуру не здатна одягатися сама – тому постійно їй “допомагає”.
Сейю: Ґото Юко

#### Іцукі Коїдзумі
Іцукі Коїдзумі (яп. 古泉 一樹) – вступив в Команду SOS, як «загадковий переведений учень», за визначенням Харухі. Насправді Іцукі – екстрасенс, якраз той, кого і хотіла зустріти Харухі. Використовувати свої здібності він, проте, уміє не скрізь, а тільки при виконанні деяких умов. Основна його місія полягає в збереженні емоційної стабільності Харухі.
Коїдзумі схильний до довгих і докладних пояснень своєї точки зору, прямо як філософ. У компанії Харухі він поводиться як політик, проте, така манера поведінки штучна – одного дня він розповідає Кьону, що він поводиться так, щоб відповідати очікуванням Харухі. Як говорить Іцукі, його справжнє обличчя трохи відрізняється від повсякденного – воно «менш поблажливе». Проте, постійна посмішка впливає на Харухі заспокійливо – саме та мета, яку він і переслідує.
Кьон зустрічає Іцукі останнім зі всіх учасників гуртка. Під штучною посмішкою Коїдзумі говорить про божественність Харухі. За його філософствуваннями вона – недосконале божество цього світу. На основі цих міркувань будується класична теорія Харухі-бога.
Іцукі – учасник секретної організації, що називає себе Агентством (яп. 機関). За його словами, до Агентства увійшли люди, які володіють надприродними здібностями (подібні до нього), які вони отримали три роки тому, коли був змінений світ. Відтоді вони захищають людство від знищення, б'ючись з Аватарами – величезними блакитними гігантами в закритих реальностях, породжених Харухі.
Сейю: Дайсуке Оно